# غويلرمو فرنانديز (لاعب كرة قدم)
غويلرمو فرنانديز (بالإسبانية: Guillermo Fernández Hierro) (23 مايو 1993 ببلباو في إسبانيا - ) هو لاعب كرة قدم إسباني في مركز الهجوم. لعب مع أتلتيك بيلباو ب وأتلتيك بيلباو ونادي إلتشي ونادي ليغانيس.

## وصلات خارجية
- غويلرمو فرنانديز على موقع قاعدة بيانات كرة القدم.إي يو (الإنجليزية)
- غويلرمو فرنانديز على موقع Soccerbase.com (لاعب) (الإنجليزية)
- غويلرمو فرنانديز على موقع Soccerway.com (الإنجليزية)
- غويلرمو فرنانديز على موقع AS.com (الإسبانية)